# Medina de Marràqueix
La medina de Marràqueix, fundada pels almoràvits el 1070-72, va esdevenir la capital i en el centre economicopolític i cultural d'aquests nòmades. Durant els següents dos segles, la ciutat es va anar desenvolupant des del traçat original almoràvit. De la medina o ciutat fortificada original, es conserven les muralles edificades al segle xii (1126-1127) i els palmerars de l'est de la ciutat. Està inscrita en la llista del Patrimoni de la Humanitat de la UNESCO des del 1985.